# Formiguères
Formiguères é uma comuna francesa na região administrativa da Occitânia, no departamento dos Pirenéus Orientais. Estende-se por uma área de 46.88 km², com 489 habitantes, segundo o censo de 2018, com uma densidade de 10 hab/km².